# Fredrik Jönsson (ryttare)
Fredrik Jönsson, född 6 oktober 1972 i Märsta, är en svensk ryttare som har tävlat på elitnivå och fått OS-placeringar i fälttävlan, men senare övergått till banhoppning. Han tog lagsilver vid Ryttar-VM 2018 i Tryon. Han red OS i fälttävlan i Atlanta 1996 och kom på en 13 plats individuellt.

## Klubb, familj och övrigt
Fredrik Jönsson är son till fälttävlansryttaren Jan Jönsson som tog brons vid München 1972. Fredrik tävlar för Flyinge hästsportklubb. Han är gift med den finska fälttävlansryttaren Piia Pantsu-Jönsson. De har en dotter och en son tillsammans.

## Topphästar

### Tidigare
- Ulfung (Hingst född 1983) Fuxfärgad Svenskt varmblod, e:Ambassadeur u:Cherry (15) ue:Adam xx[3]
- Cold Play (Valack född 2008) brun Oldenburgare, e:Contendro I u:Honey Moon ue:Argentinus ägare: Fredrik Jönsson & David Ingvarsson[4] Avlivad efter ett benbrott i mars 2021.[5]